# دمیتریوس جکسون
دمیتریوس جکسون (انگلیسی: Demetrius Jackson؛ زادهٔ ۷ سپتامبر ۱۹۹۴) یک بازیکن بسکتبال اهل ایالات متحده آمریکا است.
از باشگاه‌هایی که در آن بازی کرده‌است می‌توان به بوستون سلتیکس اشاره‌کرد.